# Нижний Нарым
Нижний Нарым — село в Красночикойском районе Забайкальского края России. Входит в состав сельского поселения «Альбитуйское».

## География
Село находится в западной части района, на правом берегу реки Чикой, вблизи места впадения в неё реки Нарымки, на расстоянии примерно 42 километров (по прямой) к юго-западу от села Красный Чикой. Абсолютная высота — 700 метров над уровнем моря.
Климат
Климат характеризуется как резко континентальный. Средняя температура самого тёплого месяца (июля) составляет 14 — 16 °C (абсолютный максимум — 36 °C). Средняя температура самого холодного месяца (января) — −22 — −26 °C (абсолютный минимум — −53 °C). Годовое количество осадков — 350—500 мм.
Часовой пояс
Село Нижний Нарым находится в часовой зоне МСК+6. Смещение применяемого времени относительно UTC составляет +9:00.

## История
Основано в 1767 году семейскими.

## Население
| 1926 | 2002 | 2010 | 2021 |
| ---- | ---- | ---- | ---- |
| 540  | ↘198 | ↘137 | ↘93  |

Половой состав
По данным Всероссийской переписи населения 2010 года в гендерной структуре населения мужчины составляли 46 %, женщины — соответственно 54 %.
Национальный состав
Согласно результатам переписи 2002 года, в национальной структуре населения русские составляли 100 % из 198 чел.

## Инфраструктура
В селе функционируют информационно-досуговый центр и фельдшерско-акушерский пункт.

## Улицы
Уличная сеть села состоит из одной улицы (ул. Центральная).

## Археология
В окрестностях села расположен ряд археологических памятников:
- Мельничное-1
- Мельничное-2
- Студёное